# Villeneuve-le-Comte
Villeneuve-le-Comte település Franciaországban, Seine-et-Marne megyében. Lakosainak száma 1869 fő (2022. január 1.). Villeneuve-le-Comte Bailly-Romainvilliers, Coutevroult, Dammartin-sur-Tigeaux, Mortcerf, Neufmoutiers-en-Brie, Villeneuve-Saint-Denis, Villiers-sur-Morin és Voulangis községekkel határos.

## Népesség
A település népessége az elmúlt években az alábbi módon változott:
| Lakosok száma | 1836 | 1852 | 1882 | 1850 | 1833 | 1816 | 1862 | 1870 | 1869 |
|               | 2013 | 2015 | 2016 | 2017 | 2018 | 2019 | 2020 | 2021 | 2022 |